# Scherer
A Scherer régi német családnév.

## Híres Scherer nevű személyek
- Adolf Scherer (1938) csehszlovák válogatott, világbajnoki ezüstérmes szlovák labdarúgó, csatár
- Scherer István (1861–1958) gyógypedagógus
- Franz Ernst Scherer (1805–1879) sebész-, szülész-mester és műtő
- Éric Rohmer, eredeti nevén: Jean-Marie Maurice Schérer (1920–2010) francia filmrendező
- Scherer József (1947) iparművész
- Scherer Péter (1961) magyar színész